# Keith Richards
Keith Richards (Dartford, Kent 18 de desembre de 1943) és un músic i compositor anglès de rock, que ha aconseguit fama internacional com a cofundador, guitarrista, vocalista secundari i coautor principal de cançons del grup The Rolling Stones. La seva associació com a compositor amb Mick Jagger és una de les més reeixides de la història. La seva carrera abasta més de sis dècades i el seu estil de tocar la guitarra ha estat una marca registrada dels Rolling Stones al llarg de la carrera de la banda. Richards va guanyar notorietat a la premsa per les seves implicacions romàntiques i el consum de drogues il·lícites, i sovint va ser retratat com una figura contracultural.

## Biografia
Richards va néixer i va créixer a Dartford, Kent. De família obrera, aprengué a tocar la guitarra clàssica, d'oïda, a partir dels dotze anys quan el seu avi, Gus, li va donar permís per començar a tocar la guitarra. La primera peça que va aprendre va ser La Malagueña per començar a fer dits. El blues que sentia a la radio de casa el va captivar i va començar a tocar com els seus ídols Chuck Berry i Muddy Waters. Va estudiar a la Dartford Technical School i al Sidcup Art College, on va fer amistat amb Dick Taylor i Mick Jagger.
Jagger i Richards es van retrobar anys més tard a l'estació de tren a Dartford. Keith Richards es va adonar que Mick Jagger portava el disc The best of Muddy Waters, Chuck Berry i altres bluesmans i li va preguntar: «D'on has tret aquests discs?» A partir d'aquell moment el seu destí va quedar unit per sempre gràcies al blues. Van començar a compartir un pis i va néixer la idea de crear un grup, el 1961. Poc després, i amb la incorporació de Brian Jones formaren The Rolling Stones, grup en el qual esdevingué guitarrista i compositor, junt amb Jagger, de les cançons pròpies.
Limitat tècnicament, com a guitarrista, l'economia expressiva i la utilització de patrons provinents del blues van ser la seva marca de fàbrica i marcaren el so característic dels Stones. El seu aspecte físic - cabells llargs mal pentinats, somriure mofeta, pantalons ajustats - donà la imatge del grup, més i tot que Jagger, ajustant-se al patró promocional de ser uns nois a qui cap mare voldria per a les seves filles. Al marge d'això, ha estat l'ànima musical dels Rolling Stones, com a coautor d'un seguit de cançons de gran riquesa i inventiva rítmica a partir de figures i fórmules pròpies del rhytm and blues i la música negra.
Com a membre dels Rolling Stones, Richards és l'únic membre, a part de Jagger, que canta principalment algunes cançons dels Stones. Richards sol cantar com a protagonista almenys una cançó per concert, incloent Happy, Before They Make Me Run i Connection. Fora de la seva carrera amb els Rolling Stones, Richards també ha tocat amb el seu propi projecte secundari, The X-Pensive Winos. També va aparèixer en tres pel·lícules de Pirates del Carib com el capità Teague, pare de Jack Sparrow, l'aspecte i caracterització del qual es va inspirar en el mateix Richards.
El 1989, Richards va ser inclòs al Rock and Roll Hall of Fame i el 2004 al UK Music Hall of Fame amb els Rolling Stones. La revista Rolling Stone el va classificar en quart lloc a la seva llista dels 100 millors guitarristes el 2011. La revista enumera catorze cançons que Richards va escriure amb el vocalista principal dels Rolling Stones, Jagger, a la seva llista 500 Greatest Songs of All Time.
L'artista, que el 2018 va dir que ja no trobava les drogues interessants, i que posteriorment va declarar haver deixat de consumir alcohol, va deixar finalment de fumar l'any 2019, tot i que va afirmar que deixar de prendre heroïna li havia resultat més fàcil.

## Imatge pública i vida personal

### Relacions i família
Richards va començar a sortir amb la model i actriu Anita Pallenberg el 1967, en un viatge al Marroc. Anteriorment havia estat involucrada amb el seu company de banda Brian Jones, que originalment havia d'anar al Marroc, però que finalment no ho va fer perquè es va emmalaltir, i la notícia de la seva relació va afectar profundament a Jones. Junts, van tenir tres fills: Marlon Leon Sundeep Richards (n. 10 d'agost de 1969), Dandelion Angela Richards (n. 17 d'abril de 1972) i Tara Jo Jo Gunne Richards (26 de març de 1976 - 6 de juny de 1976). Marlon va rebre el nom de l'actor estatunidenc Marlon Brando i Tara va rebre el nom de l'hereu britànic Tara Browne i la cançó de Chuck Berry Jo Jo Gunne.  Tara va morir de SIDS mentre Richards estava de gira, cosa que va dir que el perseguia.  Va defensar la seva decisió d'actuar hores després d'assabentar-se de la mort de Tara, explicant que a l'entrevista del 2015 a The Guardian que actuar era l'única manera que podia fer front. Ell i Pallenberg es van separar el 1979, però es van mantenir cordials.
Richard va conèixer la model Patti Hansen el 1979 i es van casar el 18 de desembre de 1983, en el 40è aniversari de Richard. Junts, tenen dos fills, Theodora Dupree Richards (nascuda el 18 de març de 1985) i Alexandra Nicole Richards (nascuda el 28 de juliol de 1986), totes dues nascudes a la ciutat de Nova York. Theodora va rebre el nom de l'avi de Richards, Theodore Augustus Dupree.
Richards té set néts.
El setembre de 2014, Richards va publicar un llibre infantil amb Theodora, Gus and Me: The Story of My Granddad and My First Guitar, basat en l'avi de Richards.

#### Amistat amb Mick Jagger

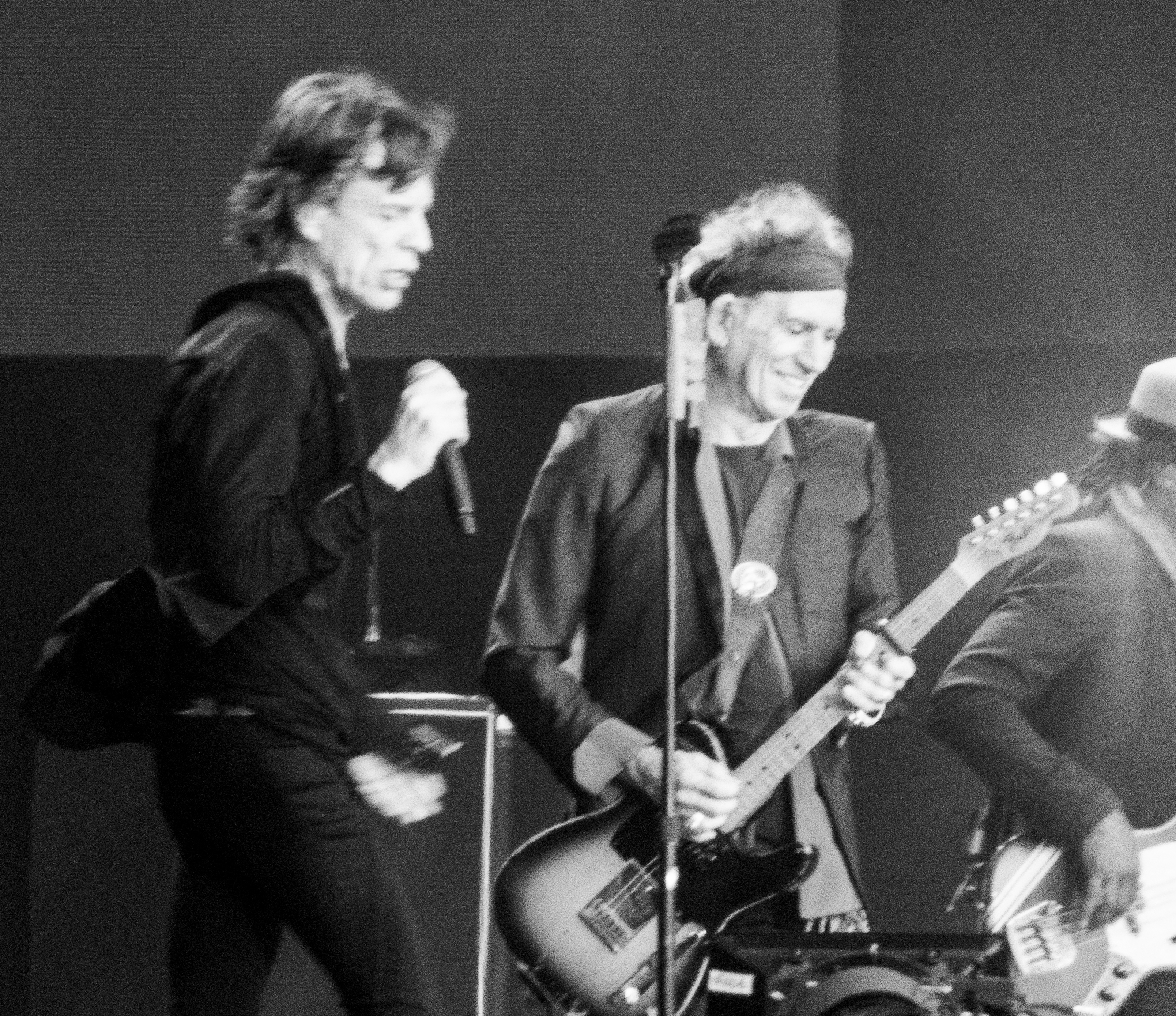
Jagger (esquerra) i Richards (dreta) actuant a la segona aparició dels Rolling Stones a Hyde Park el 6 de juliol de 2013. La seva primera aparició allà va ser el 5 de juliol de 1969.

La relació de Richards amb el seu company de banda Mick Jagger és descrita sovint com  amor/odi pels mitjans de comunicació. El mateix Richards va dir en una entrevista de 1998: «Penso en les nostres diferències com una baralla familiar. Si li crido i li crido, és perquè ningú més té el valor de fer-ho o, en cas contrari, se'ls paga perquè no ho faci. al mateix temps espero que en Mick s'adoni que sóc un amic que només està intentant posar-lo en línia i fer el que cal fer». Richards, juntament amb Johnny Depp, van intentar sense èxit persuadir Jagger perquè aparegués a Pirates del Carib: On Stranger Tides, al costat de Depp i Richards.
L'autobiografia de Richards, Life, es va publicar el 26 d'octubre de 2010. Onze dies abans del seu llançament, l’Associated Press va publicar un article en què afirmava que al llibre Richards es refereix a Jagger com a insoportable i assenyala que la seva relació ha estat tensa durant dècades. La seva opinió es va suavitzar el 2015, Richards encara va dir que Jagger podria semblar un esnob, però va afegir: «Encara l'estimo molt. ... els teus amics no han de ser perfectes».

### Consum de drogues i detencions
El periodista musical Nick Kent s'adjunta a l'epítet de Richards Lord Byron de boig, dolent i perillós de saber. Jagger va pensar que la imatge de Richards havia contribuït a que es convertís en un addicte. El 1994, Richards va dir que la seva imatge era com una llarga ombra... Tot i que això va ser fa gairebé vint anys, no pots convèncer algunes persones que no sóc un drogadicte boig.
La notorietat de Richards pel consum de drogues il·lícites prové en part de diversos atacs de drogues a finals dels anys 60 i 70 i la seva franquesa sobre l'ús d'heroïna i altres substàncies. Richards ha estat jutjat per càrrecs relacionats amb drogues cinc vegades: el 1967, dues vegades el 1973, el 1977 i el 1978. El primer judici – l'únic que va culminar amb una condemna a la presó  – resultat d'una incursió policial el febrer de 1967 a Redlands, la finca de Richards a Sussex, on ell i uns quants amics, inclòs Jagger, estaven passant el cap de setmana. La posterior detenció de Richards i Jagger els va jutjar davant els tribunals britànics, alhora que també els va jutjar davant el tribunal de l'opinió pública. El 29 de juny de 1967, Jagger va ser condemnat a tres mesos de presó per tinença de quatre pastilles d'amfetamines. Richards va ser declarat culpable de permetre que es fumés cànnabis a la seva propietat i condemnat a un any de presó. Jagger i Richards van ser empresonats en aquell moment: Jagger va ser portat a la presó de Brixton al sud de Londres, i Richards a la presó de Wormwood Scrubs a l'oest de Londres. Tots dos van quedar en llibertat sota fiança l'endemà a l'espera d'apel·lació. L'1 de juliol, The Times va publicar un editorial titulat Qui trenca una papallona sobre una roda?, presentant la sentència de Jagger com una persecució, i el sentiment públic contra les condemnes va augmentar. Un mes més tard, el tribunal d'apel·lacions va anul·lar la condemna de Richards per falta de proves i va donar a Jagger una baixa condicional.
El 27 de febrer de 1977, mentre Richards s'allotjava en un hotel de Toronto, aleshores conegut com el Harbour Castle Hilton a Queen's Quay East, la Policia Muntada del Canadà va trobar heroïna a la seva habitació i el va acusar de possessió d'heroïna amb finalitats de tràfic. – un delicte que en aquell moment podria comportar penes de presó de set anys a cadena perpètua en virtut de la Llei de control d'estupefaents. El seu passaport va ser confiscat, i Richards i la seva família van romandre a Toronto fins l'1 d'abril, quan Richards va poder entrar als Estats Units amb una visa mèdica per al tractament de l'addicció a l'heroïna. L'acusació contra ell es va reduir posteriorment a simple possessió d'heroïna.
Durant els dos anys següents, Richards va viure sota l'amenaça de sanció penal. Durant tot aquest període va romandre actiu amb els Rolling Stones, gravant el seu àlbum d'estudi més venut, Some Girls, i fent gires per Amèrica del Nord. Richards va ser jutjat l'octubre de 1978, declarant-se culpable de possessió d'heroïna. Se li va donar una condemna suspesa i va ser posat a llibertat vigilada durant un any, amb ordres de continuar el tractament per l'addicció a l'heroïna i de fer un concert benèfic en nom de l’Institut Nacional Canadenc per a Cecs després que un fan cec testifiqués en nom seu. Tot i que la fiscalia havia presentat un recurs de la sentència, Richards va fer dos concerts benèfics del CNIB a l'Oshawa Civic Auditorium el 22 d'abril de 1979; ambdós espectacles van comptar amb els Rolling Stones i els New Barbarians. El setembre de 1979, el Tribunal d'Apel·lació d'Ontario va confirmar la sentència original.
El 2016, va afirmar que encara beu alcohol ocasionalment i consumeix haixix i cànnabis. El 2022, va revelar que va deixar de fumar el 2020.

### Altres detalls
Richards és propietari de Redlands, una finca de Sussex que va comprar el 1966, així com cases a Weston, Connecticut, i a l'illa turística privada de Parrot Cay, Turks i Caicos. La seva casa principal és a Weston. El juny de 2013, Richards va dir que es retiraria amb la seva família a Parrot Cay o Jamaica si sabia que s'apropava la seva mort. No obstant això, el novembre del 2016, va dir: «M'agradaria gratar magníficament, a l'escenari». Richards és un àvid lector amb un fort interès per la història, i posseeix una àmplia biblioteca. Un article de l'abril de 2010 va revelar que Richards anhela ser bibliotecari.
A Richards li agrada el pastís de pastor, un plat tradicional britànic. Stuart Cable va recordar que mentre era bateria dels Stereophonics, es va enfrontar a Richards perquè s'havia servit un tros del pastís del pastor destinat a Richards. El plat també va ser esmentat per Richards a la seva autobiografia, aconsellant als lectors que afegissin més cebes després de cuinar el farcit de carn per millorar el sabor del pastís.

## Segle XXI

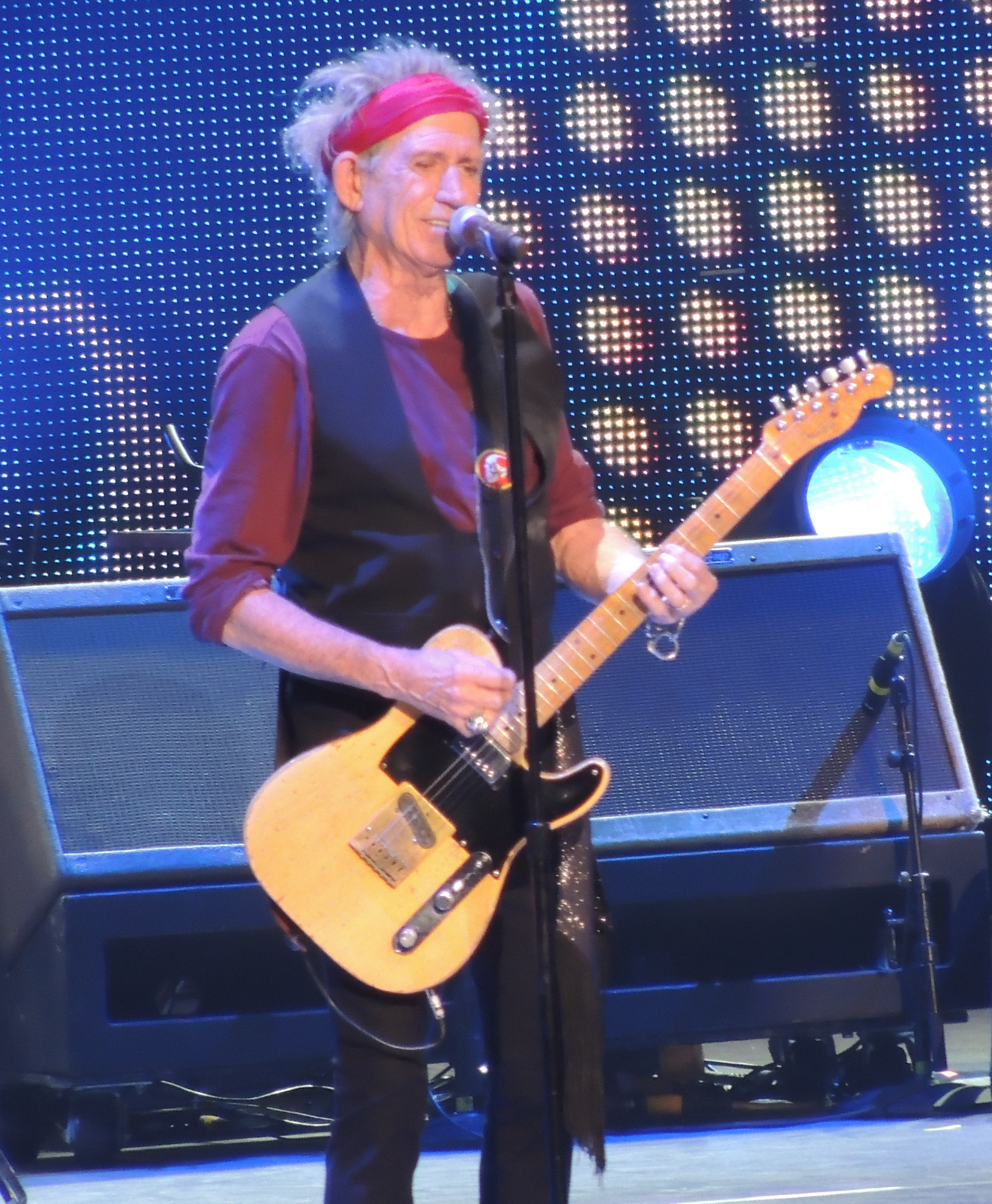
Keith Richards al Prudential Center, el 13 de desembre de 2012.

El 27 d'abril de 2006, mentre estava a Fiji, Richards va caure de la branca d'un arbre mort (informat erròniament per la premsa internacional com un cocoter) i va patir una lesió al cap. Posteriorment es va sotmetre a una cirurgia cranial en un hospital de Nova Zelanda. L'incident va retardar la gira europea dels Rolling Stones el 2006 durant sis setmanes i va obligar la banda a reprogramar uns quants espectacles. El calendari revisat de la gira incloïa una breu declaració de Richards demanant disculpes per "aure de la meva perxa. La banda va ocupar la majoria de les dates ajornades el 2006 i va fer una gira per Europa el 2007 per compensar la resta. En un missatge de vídeo a finals de 2013 com a part de la gira On Fire, Richards va donar el seu agraïment als cirurgians de Nova Zelanda que el van tractar, comentant: «Vaig deixar la meitat del meu cervell allà».
L'agost de 2006, el governador d'Arkansas Mike Huckabee va concedir un indult a Richards per una citació de conducció temerària de 1975.
L'actor Johnny Depp ha afirmat que el seu personatge a la franquícia de pel·lícules Pirates of the Caribbean es basa lliurement en Richards i el personatge de dibuixos animats de Warner Bros. Pepe Le Pew, amb tots dos servint d'inspiració per a la manera del personatge. Aquesta combinació d'influències originalment va provocar preocupacions entre els executius de les corporacions de Disney, que es van preguntar si el personatge havia d'estar borratxo i gai, amb Michael Eisner tement que estigués arruïnant la pel·lícula. A la tercera entrega de la sèrie Pirates of the Caribbean, At World's End, Richards va interpretar al capità Edward Teague, i després va repetir el paper de Pirates of the Caribbean: On Stranger Tides, la quarta pel·lícula de la sèrie (2011).
El 2012, Richards es va unir a l'11è jurat anual dels Independent Music Awards per ajudar a la carrera dels músics independents.
En una entrevista del 2015 al New York Daily News, Richards va expressar la seva antipatia pel rap i el hip hop, considerant-los per a persones sordes i que consistien en un cop de tambor i algú crida/anomena/anomenant per això. En la mateixa entrevista, va qualificar de grans acudits a Metallica i Black Sabbath i va lamentar la manca de síncopa en la majoria del rock and roll, afirmant que em sona com un cop sord. També va dir que va deixar de ser fan dels Beatles l'any 1967 quan van visitar el Maharishi Mahesh Yogi, però això no li va impedir tocar el baix a la banda de pickup de John Lennon The Dirty Mac per a una interpretació de la cançó dels Beatles Yer Blues al circ de rock and roll dels Stones el desembre de 1968.
Durant el cap de setmana del 23 de setembre de 2016, Richards, juntament amb el director Julien Temple, van comissariar i organitzar un programa de tres nits a BBC Four titulat Lost Weekend. Les eleccions de Richards consistien en els seus programes de comèdia, dibuixos animats i thrillers preferits dels anys 60, intercalats amb entrevistes, actuacions musicals rares i imatges nocturnes. Aquest 'viatge televisiu' va ser el primer d'aquest tipus a la televisió britànica. Temple també va dirigir un documental, The Origin of the Species, sobre la infància de Richards a l'Anglaterra de la postguerra i les seves arrels musicals.

## Discografia oficial
- Talk Is Cheap (1988)
- Live at the Hollywood Palladium, 15 de desembre de 1988 (1991)
- Main Offender (1992)
- Vintage Vinos (2010, recopilació)
- Crosseyed Heart (2015)

## Cançons de The Rolling Stones cantades per Keith Richards
- You Got The Silver (1969, Let It Bleed)
- Happy (1972, Exile On Main Street)
- Coming Down Again (1973, Goat's Head Soup)
- Before They Make Me Run (1978, Some Girls)
- All About You (1980, Emotional Rescue)
- Little T&A (1981, Tatoo You)
- Wanna Hold You (1983, Undercover)
- Too Rude (1986, Dirty Work)
- Sleep Tonight (1986, Dirty Work)
- Can't Be Seen (1989, Steel Wheels)
- Slipping Away (1989, Steel Wheels)
- The Worst (1994, Voodoo Lounge)
- Thru And Thru (1994, Voodoo Lounge)
- You Don't Have To Mean It (1997, Bridges To Babylon)
- Thief In The Night (1997, Bridges To Babylon)
- How Can I Stop (1997, Bridges To Babylon)
- Losing My Touch (2002, Forty Licks)
- The Nearness Of You (2004, Live Licks)
- This Place Is Empty (2005, A Bigger Bang)
- Infamy (2005, A Bigger Bang).
- Hurricane (2005, disc a benefici de l'Hurricane Katrina Fund repartit en concerts)
- Connection (2007, Disco/Film Shine a Light)